# حقنة مدخرية

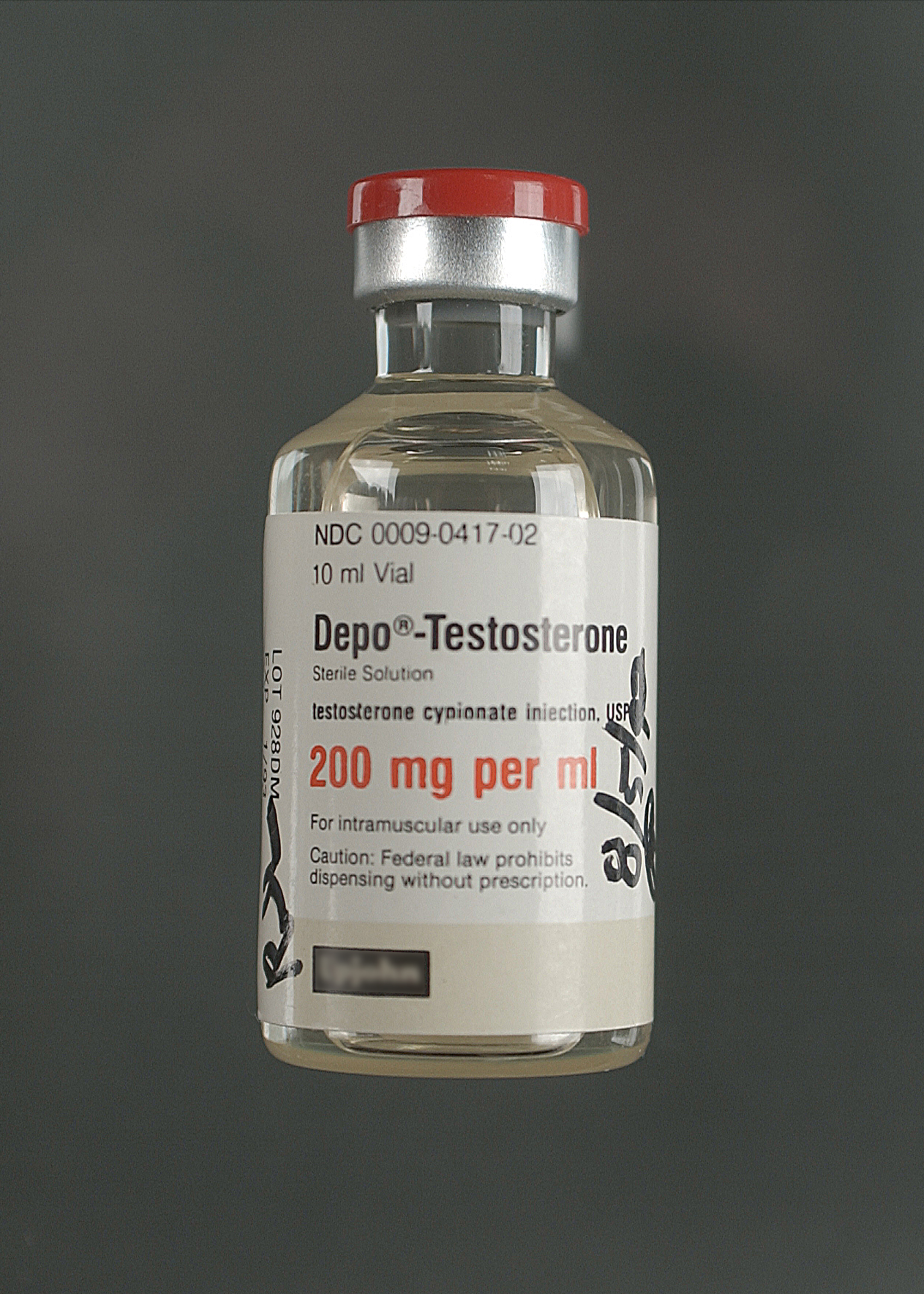
قارورة ديبو - تستوستيرون، حقنة مدخرية لهرمون التستوستيرون

الحقنة المَدْخريَّة (بالإنجليزية: Depot injection)‏ هو مصطلح يطلق على تركيبة دوائية تجعل الدواء يتحرر ببطء داخل الجسم مما يقلل من عدد الجرعات المطلوبة. صممت لزيادة الالتزام بالأدوية واتساق مواعيدها، خاصةً في المرضى الذين ينسون تناول أدويتهم. يتطلب صنع الحقن المدخرية تعديل التركيب الكيميائي للدواء، مثل تحويله إلى دواء أولي، أو تعديل طريقة تناوله كما في حالة معلقات الزيت / الدهون. قد يدوم مفعول الحقنة المدخرية شهرًا واحدًا أو أكثر، وهي متاحة لأنواع عديدة من الأدوية، بما في ذلك مضادات الذهان والهرمونات.

## الهدف
توفر حقن المستودع علاجًا طويل الأمد من خلال إحدى آليتين رئيسيتين - إبطاء الامتصاص في مجرى الدم، أو إبطاء عملية التمثيل الغذائي في المركب النشط. عادة ما يتم إعطاؤها في العضلات أو الجلد أو تحت الجلد. يُطلق الدواء المحقون ببطء، أو يتم استقلابه ببطء إلى المركب النشط باستمرار وبمعدل قابل للتنبؤ. يمكن استخدامه في المرضى الذين ينسون أو يتعمدون ترك أدويتهم؛ لذا يعتبر بعض الأطباء والمرضى استخدام الحقن المدخرية بمثابة إكراه، ويعارضون استخدامها لهذا السبب.
قد تستعمل الحقن المدخرية لملاءمتها وسهولة استخدامها أيضًا - حيث تتطلب حقنة واحدة كل بضعة أسابيع أو أشهر على عكس الأدوية الفموية التي قد تتطلب عدة جرعات في اليوم.

## الآلية
لابد من تعديل الأدوية ليتمكن الجسم من تفعيلها ببطء، أو أن يمتصها الجسم ببطء. تُذاب العديد من الأدوية في زيت عضوي، حيث أن المركب المحب للدهون بسبب إضافة مجموعات وظيفية يعمل بمعدل أبطأ. مثال على ذلك هو إضافة مجموعة وظيفية مثل الديكانوات. إن الجمع بين قاعدة زيتية وتعديلها لتقليل تنشيط التمثيل الغذائي يمنعان إطلاق الأدوية بالكامل بشكل فوري. تطيل هذه العملية نشاط الأدوية من 2 إلى 4 أسابيع أو أكثر.
إن تغيير الحركية الدوائية للعقار (الامتصاص والتفعيل) لا يغير من الآثار الجانبية للدواء؛ وبالتالي، لا تزال مضادات الذهان غير التقليدية مفضلة على مضادات الذهان التقليدية حتى وإن كانت وسيلة الاستعمال أسهل.

## الاكتشاف
كانت أولى الحقن طويلة المفعول (المستودع) هي مضادات الذهان التقليدية الفلوفينازين والهالوبيريدول . نشأ مفهوم الحقن المدخري قبل عام 195م، وكان يستخدم في الأصل لوصف حقن المضادات الحيوية للسماح بجرعات يومية أقل.

## الحركية الدوائية

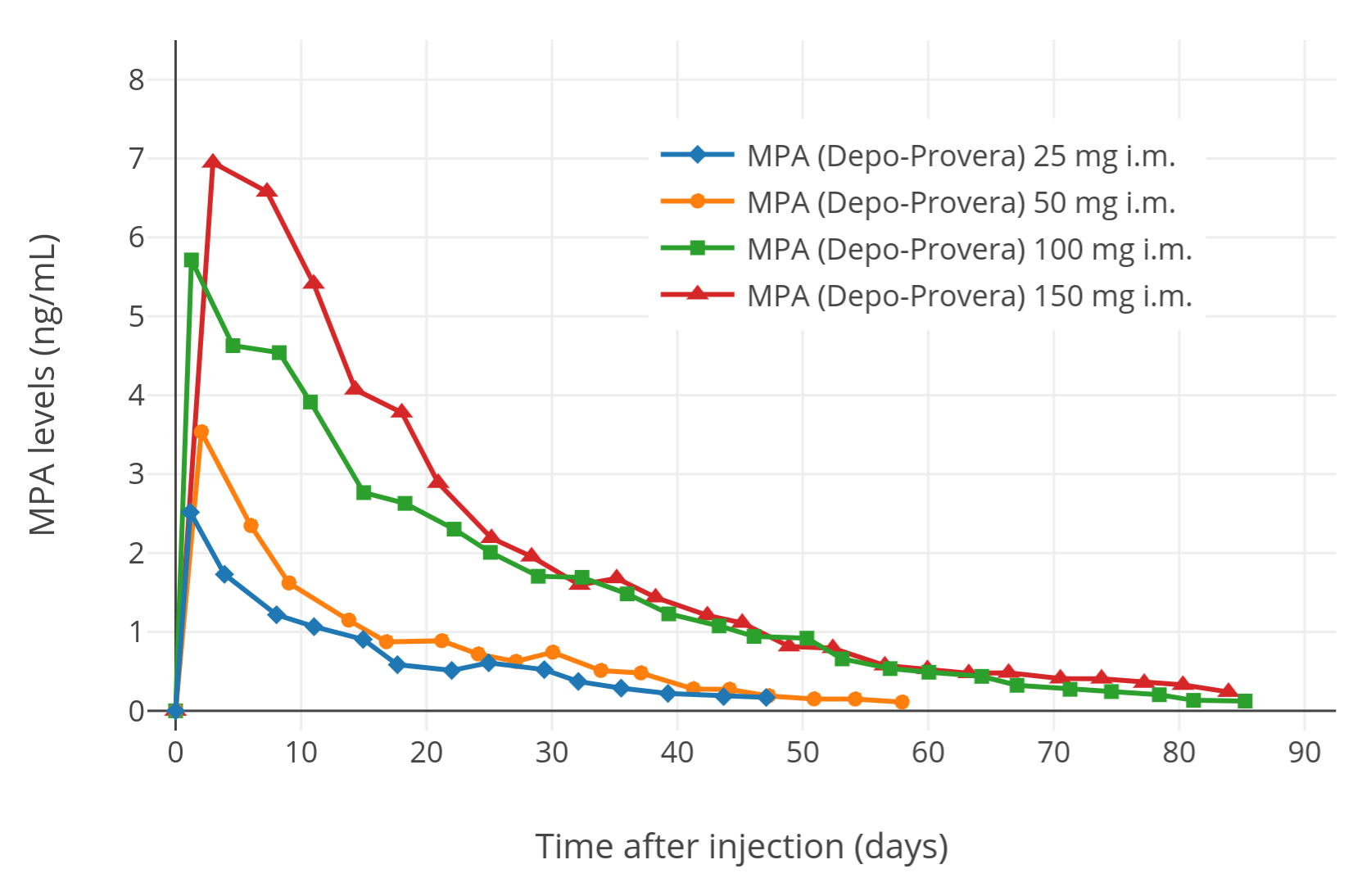
الحركية الدوائية للحقنة المدخرية لهرمون البروجيستيرون

عادةً ما تُصمم الحقن المدخرية لتكون مدة مفعولها من 2 إلى 4 أسابيع، ولكن تختلف الحرائك الدوائية حسب التركيبة الكيميائية. قد يتأثر كل من الامتصاص والتمثيل الغذائي من خلال تعديل الدواء نفسه (على سبيل المثال، من خلال ربط مجموعة وظيفية) أو عن طريق صياغة المنتج (من الأمثلة الزيت أو مستحضرات الغلاف الدقيق). قد يؤدي الاستخدام المتكرر للحقن المدخرية إلى نصف عمر على مدى شهر واحد (كما هو الحال في بعض مستحضرات الفلوفينازين)، ولكن هذا التأثير يتفاوت بين المرضى.
تستمر الحقن المدخرية لمركب الإستراديول (الاستروجين) مابين أسبوع إلى أكثر من شهر واحد. كما طورت مركبات أسيتات ميدروكسي بروجيستيرون للحقن المدخري؛ حيث يُحقن المركب مرة كل ثلاثة أشهر لتوفير وسائل منع الحمل الهرمونية المستمرة لمدة تصل إلى تسعة أشهر بعد الحقن.

## أدوية أخرى
تتوفر العديد من الأدوية كحقن مدخرية، بما في ذلك العديد من مضادات الذهان التقليدية وغير التقليدية، بالإضافة إلى بعض الأدوية الهرمونية وأدوية اضطراب تعاطي المواد الأفيونية. تُستخدم الحقن المدخرية لمضادات الذهان لتحسين الالتزام بالدواء في أمراض مثل الفصام. تُعطى أو تُزرع منتجات مختلفة إما من قبل الطبيب أو الممرضة، في حين أن بعضها للمريض نفسه استخدامها. تُستخدم الحقن المدخرية ذاتية الاستخدام لتسهيل الحصول على العلاجات الطبية وتقليل الحاجة إلى زيارة الطبيب بشكل متكرر، خاصة في البلدان المنخفضة والمتوسطة الدخل.
يمكن أيضًا اعتبار الأنسولين حقنة مدخرية اعتمادًا على التركيبة. إنسولين الغلارجين، على سبيل المثال، مصمم للترسيب بعد الحقن بحيث يمكن للجسم امتصاصه ببطء على مدى فترة أطول من الأنسولين العادي. طوّرت الحقن المدخرية للإنسولين لتحاكي العملية الطبيعية لإنتاج الإنسولين القاعدي في الجسم، حيث يمكن للضوء التحكم بإطلاق الأنسولين من الحقنة المدخرية.